# Паскарелла, Карло
Карло Паскарелла (итал. Carlo Pascarella; 1 июня 1903, Неаполь — 31 декабря 1943, Оушенсайд) — американский пианист итальянского происхождения.

## Биография
Сын скрипача Иньяцио Паскареллы (1877—1918), наряду с братьями получил первоначальное музыкальное образование у своего отца. В 1921 году окончил неаполитанскую консерваторию Сан-Пьетро-а-Майелла и вместе с матерью и братьями перебрался в Нью-Йорк. В 1927—1940 гг. выступал в составе семейного Трио Паскарелла вместе с Энцо Паскареллой (скрипка) и Чезаре Паскареллой (виолончель), гастролируя по всей стране, а также в Европе; кроме того, вместе с ещё одним братом, Габриэлем Паскареллой (1912—1995), также скрипачом, составлял фортепианный квартет, известный своим участием в концертах Флоренс Фостер Дженкинс (музыканты не аккомпанировали ей, а играли в паузах, когда Дженкинс отдыхала и меняла костюмы). С 1928 г. гражданин США. С 1940 г. в Сан-Диего, играл в городском оркестре.
Погиб в автокатастрофе вместе с мужем своей сестры Джанкарло Компольми.